# Vâlcelele (Prahova)
Vâlcelele (antiguamente Degerați) es una localidad rumana de la comuna de Colceag, en el condado de Prahova.

## Toponimia
El antiguo nombre del lugar era Degerați. En 1964 pasó a llamarse Vilcelele. Más adelante figura como Vâlcelele.

## Historia
Hacia finales del siglo XIX, la localidad, que ya por entonces pertenecía al condado de Prahova, formaba parte de la comuna de Parepa y tenía contabilizada una población de 328 habitantes.
En la segunda mitad del siglo XX la localidad había pasado a formar parte de la comuna de Colceag. En el censo de 2021 la comuna tenía una población de 532 habitantes.